# کاپیتول ایالت واشینگتن

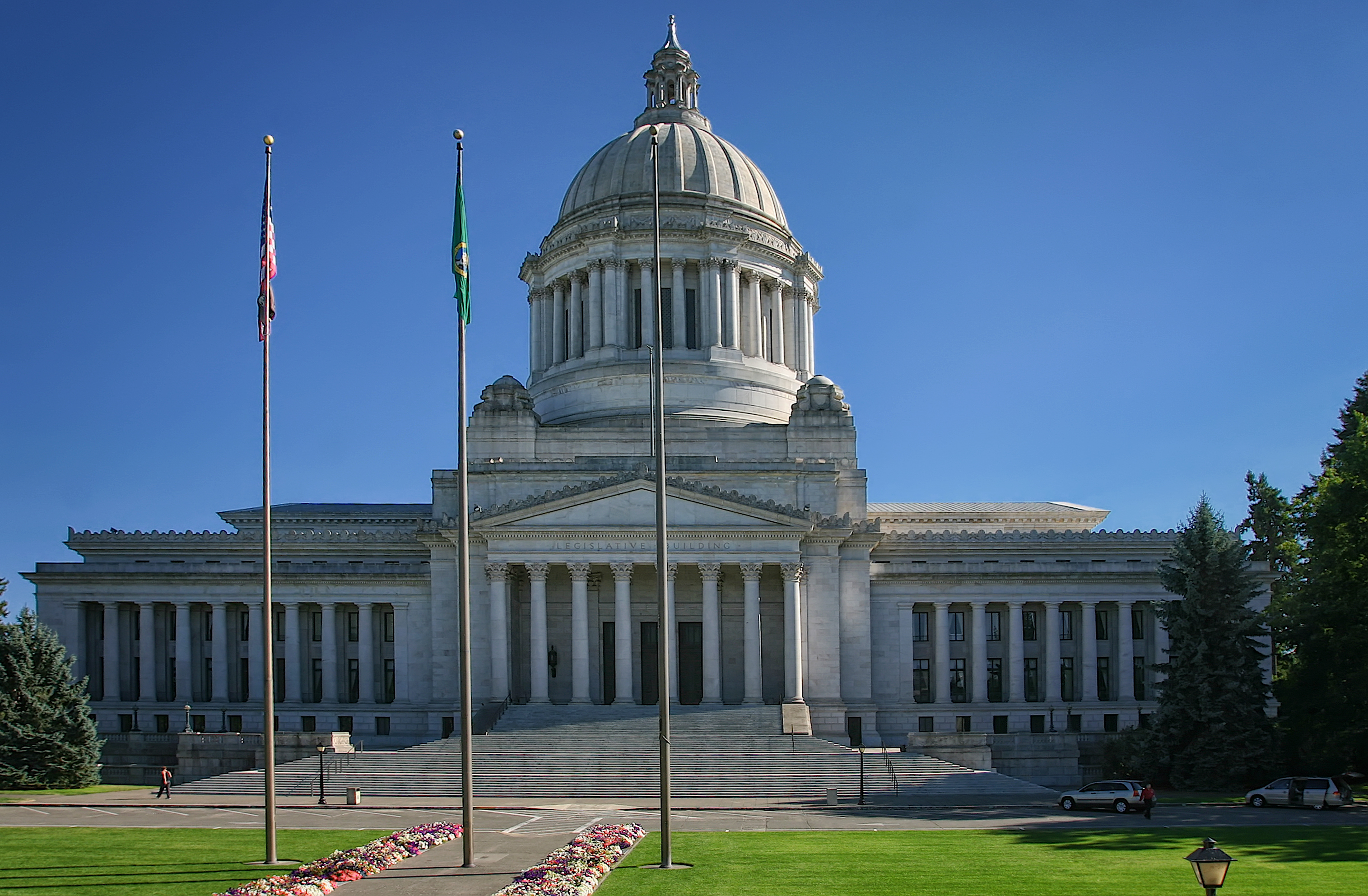

کاپیتول ایالت واشینگتن (Washington State Capitol) بنایی است که شاخه مقننه دولت ایالت واشینگتن در آن قرار دارد. معماران بنا عبارت بودند از:
- Walter R. Wilder
- Harry K. White

بنای کنونی در سال ۱۹۲۲ ساخته گردید و در المپیا قرار دارد.
این بنا خانه مجلس نمایندگان و سنا و فرماندار ایالت است.

## نگارخانه

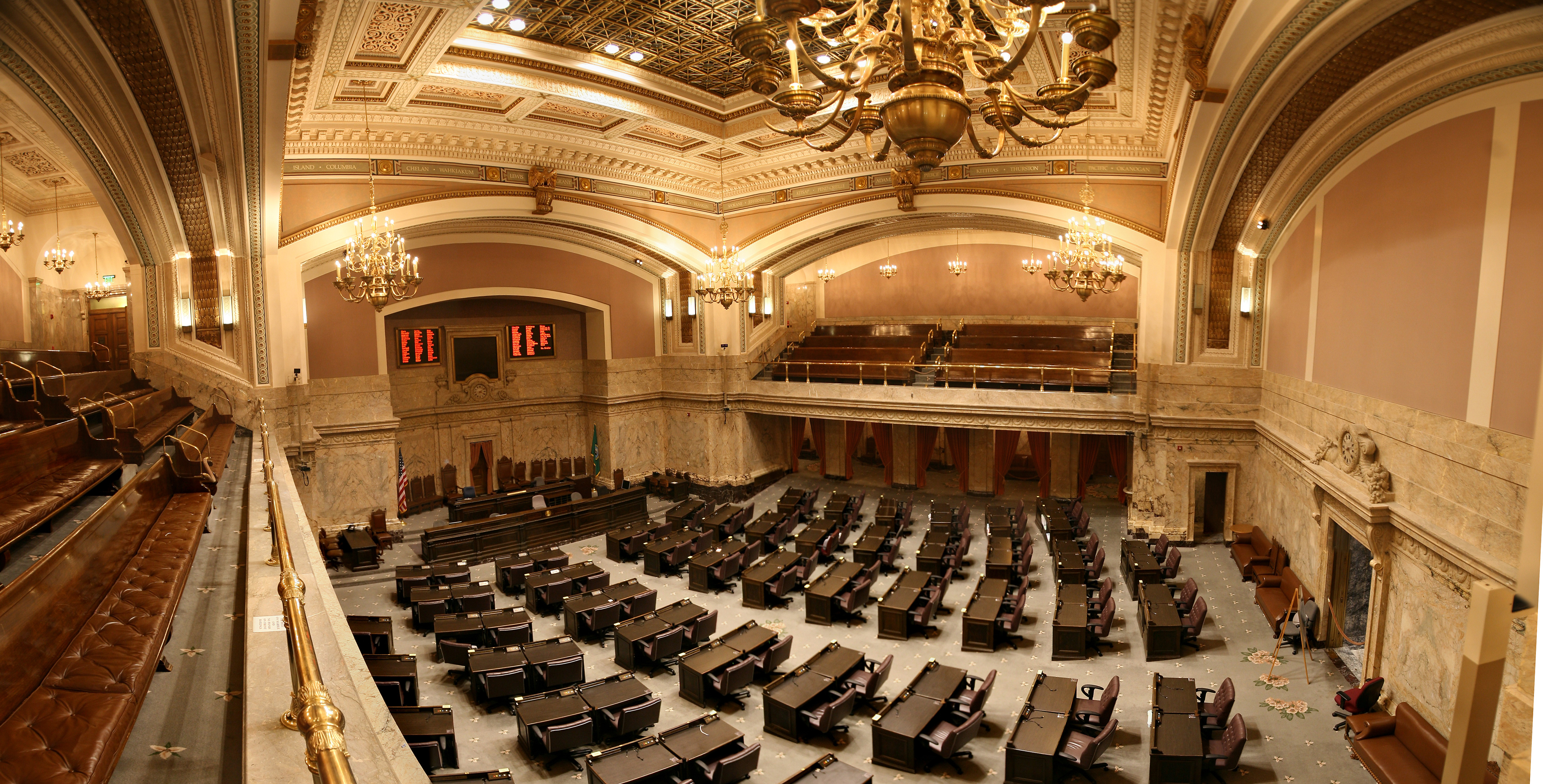
مجلس نمایندگان
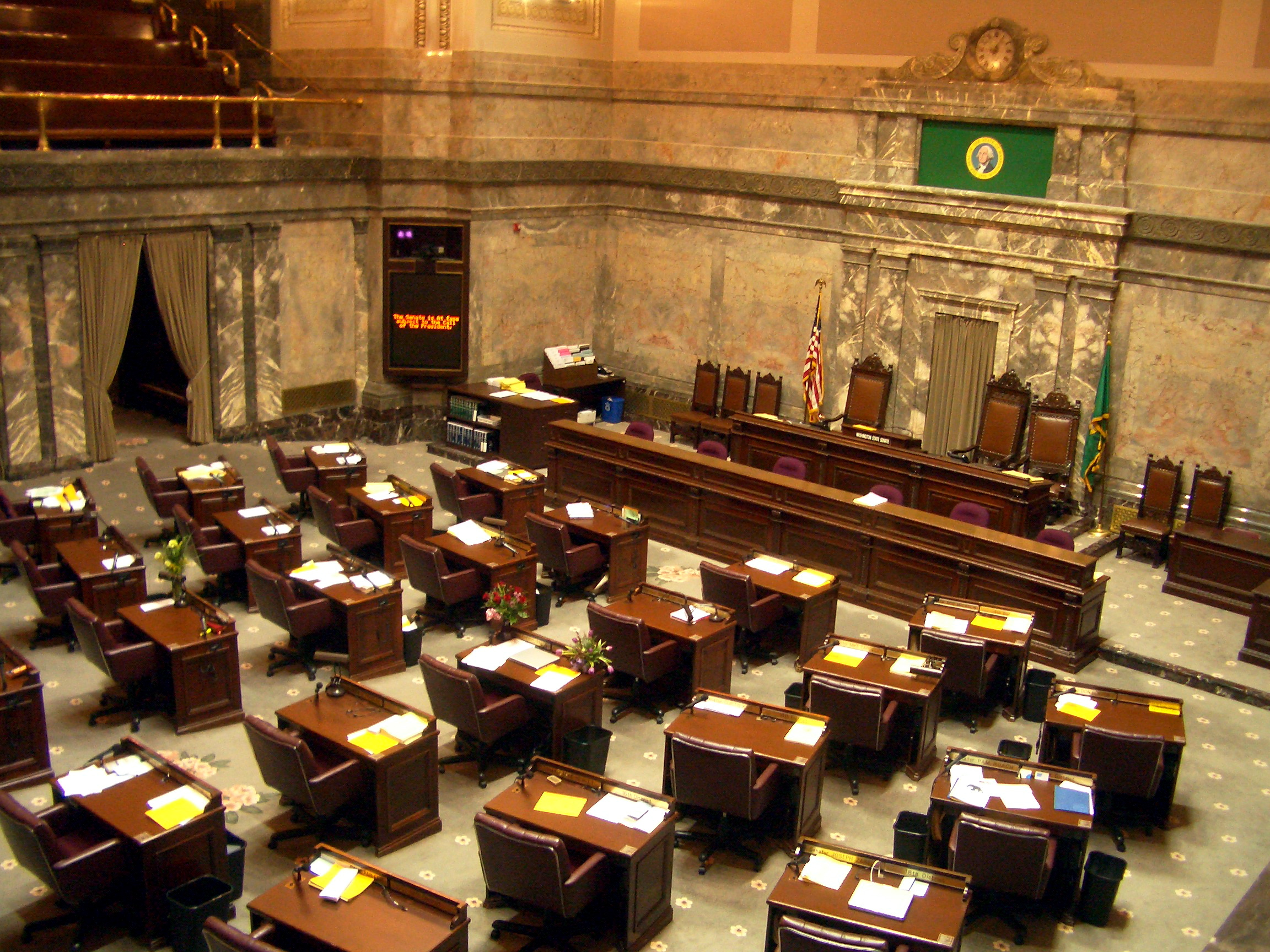
مجلس سنا
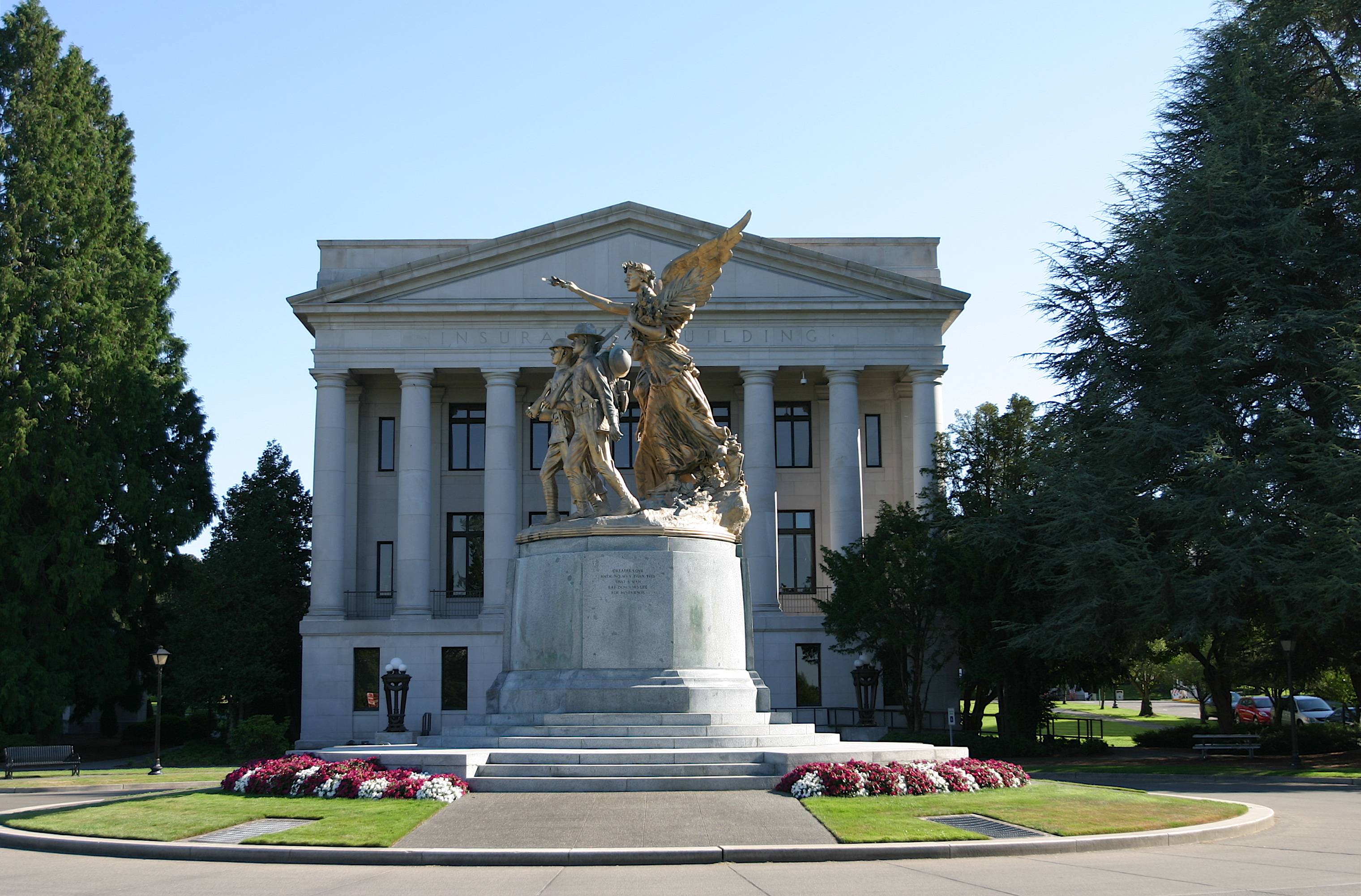
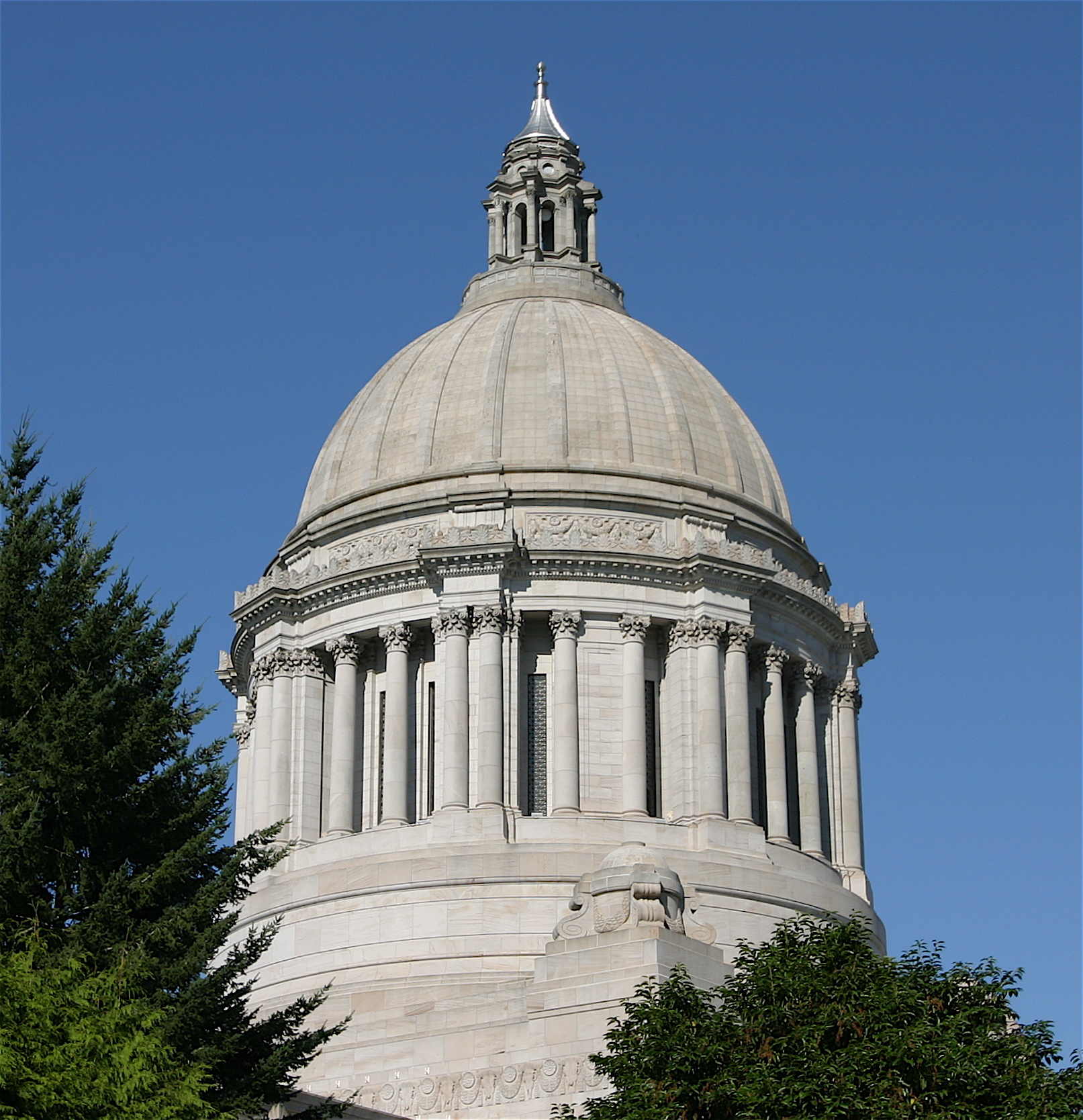
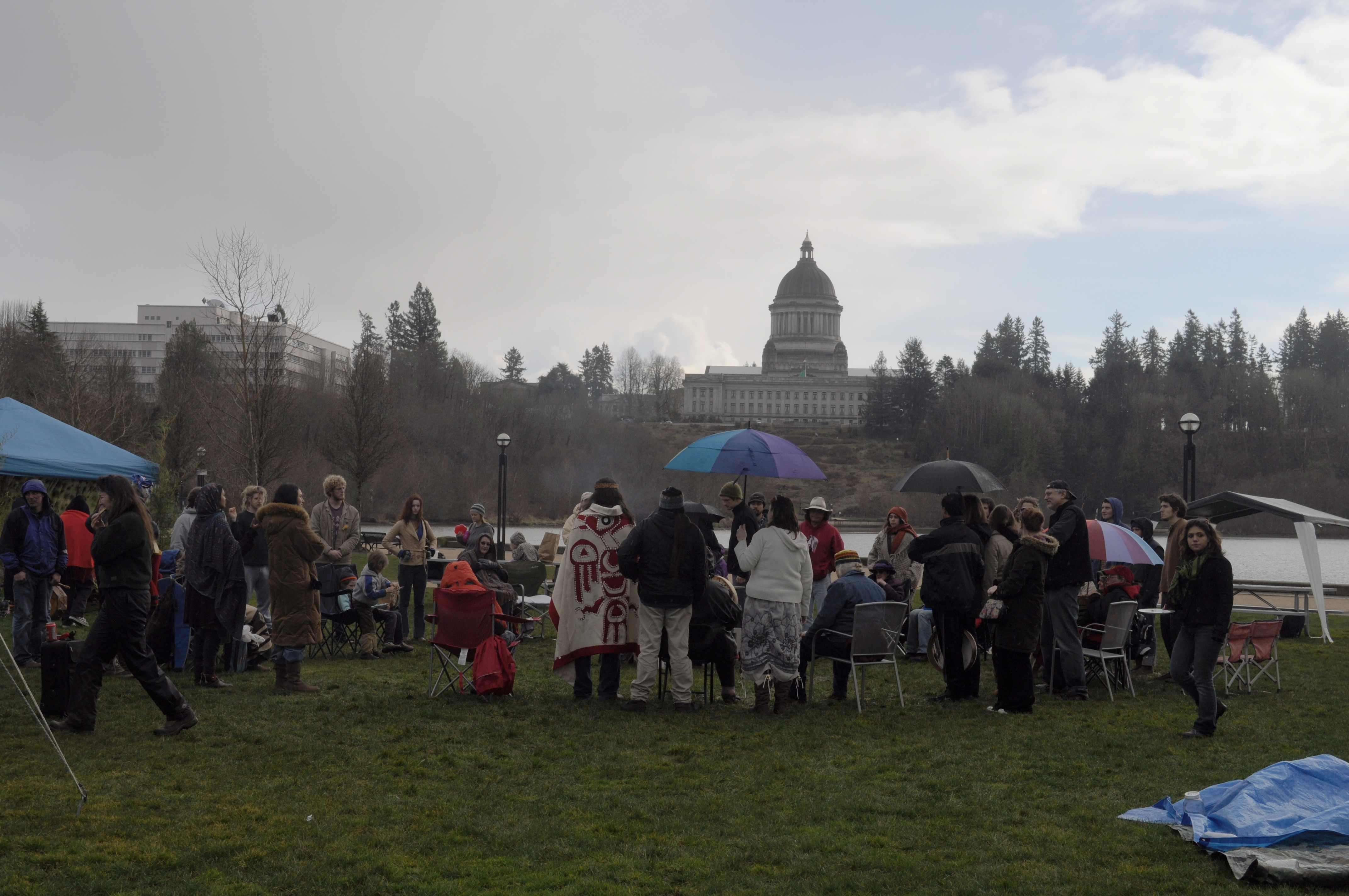
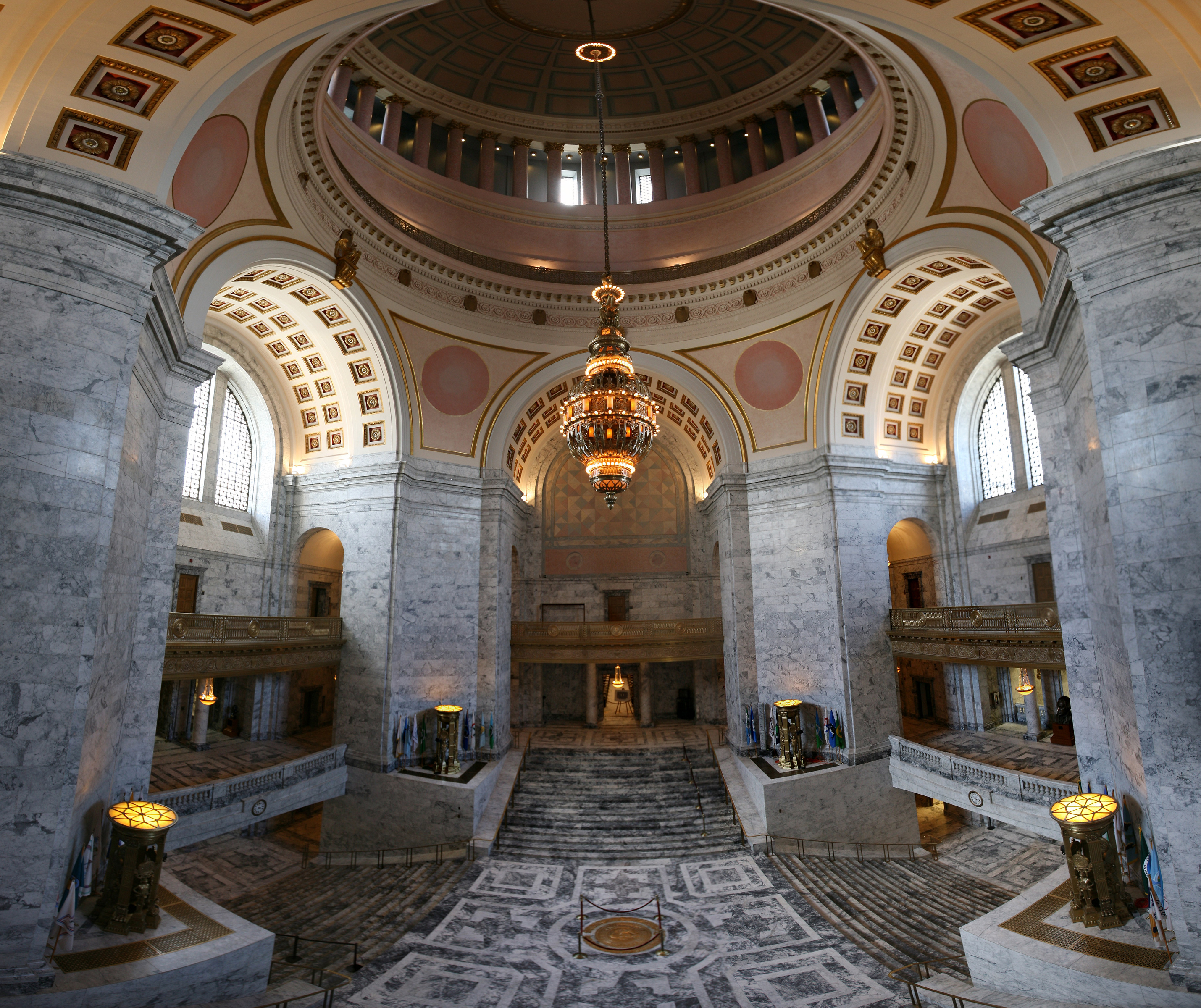
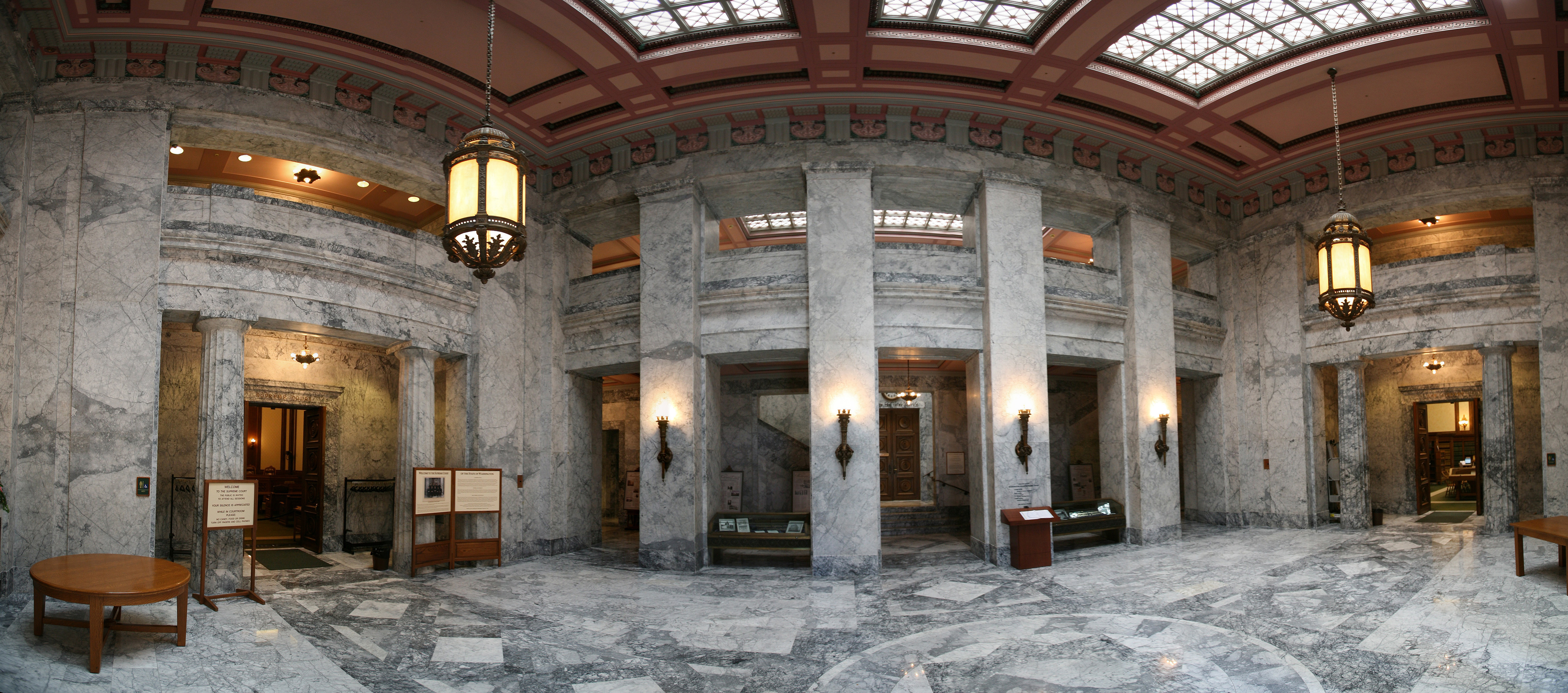
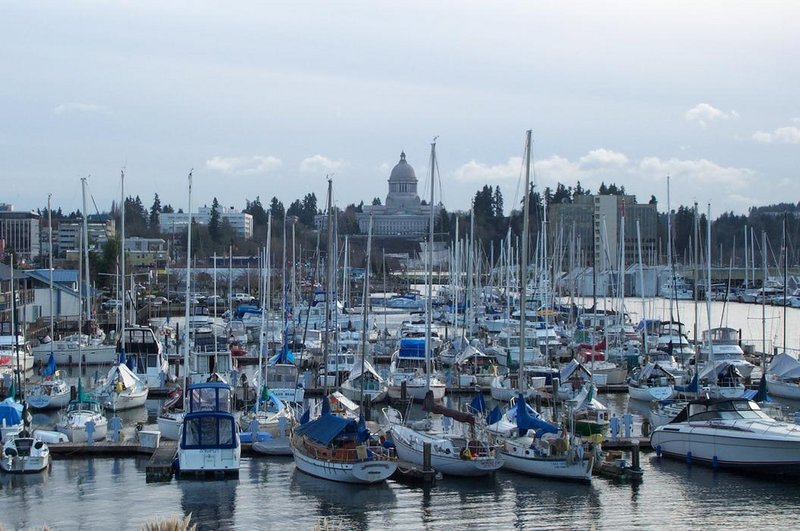